# Le Mystère de Mr Wong
Série Mr. Wong
Mr. Wong, Detective
(1938) Mr. Wong in Chinatown
(1939)
Pour plus de détails, voir Fiche technique et Distribution.
Le Mystère de Mr Wong (titre original : The Mystery of Mr. Wong) est un film policier à énigme réalisé en 1939 par William Nigh et mettant en scène Boris Karloff dans le rôle du détective Wong

## Synopsis
Il s'agit du second opus de la série de longs métrages de Mr Wong avec Boris Karloff, dans le rôle du détective chinois. Le richissime collectionneur de pierres précieuses Brandon Edwards confie à Wong avoir pris possession du plus grand saphir étoilé du monde, "l'Œil de la Fille de la Lune", après qu'il eut été volé en Chine, il lui confie par cette occasion que sa vie est en danger. Au cours d'une réception mondaine, Edwards est mystérieusement abattu pendant un jeu de rôle tandis que le saphir disparaît. A l'insu de Wong, le bijou est dérobé par la femme de chambre d'Edwards, Drina, qui a l'intention de le rapatrier en Chine, mais celle-ci ne tarde pas à être assassinée à son tour. La liste des suspects est longue et les mobiles du crime ne manquent pas, d'autant que plusieurs personnages ambigus convoitaient Valérie Edwards en raison de son physique et de sa fortune. Wong aura du mal a confondre le coupable, mais il parviendra après avoir réuni chez lui tous les suspects.

## Fiche technique
- Titre : Le Mystère de Mr Wong
- Titre original : The Mystery of Mr. Wong
- Réalisateur : William Nigh
- Producteur : Scott R. Dunlap, William T. Lackey
- Scénario : Scott Darling, Hugh Wiley
- Musique : Edward J. Kay
- Photographie : Harry Neumann
- Durée : 68 minutes
- Pays de production : États-unis
- Genre : Policier
- Date de sortie : 8 mars 1939

## Distribution
- Boris Karloff : le detective James Lee Wong
- Grant Withers : le capitaine de police Sam Street
- Dorothy Tree : Valerie Edwards
- Craig Reynolds : Peter Harrison
- Ivan Lebedeff : Michael Strogonoff
- Holmes Herbert : Professeur Ed Janney
- Morgan Wallace : Brandon Edwards
- Lotus Long : Drina, la bonne chinoise
- Chester Gan : Sing, le majordome
- Hooper Atchley : Carslake
- Bruce Wong : un homme asiatique
- Jack Kennedy : un policier
- Joe Devlin : George, un détective
- Lee Tung Foo : Willie, le majordome de Wong.
- Wilbur Mack : l'expert en balistique
- Dick Morehead : un inspecteur de police
- I. Stanford Jolley : Charades Player (non crédité)